# Paweł Tarnowski
Paweł Tarnowski (Gdynia, 3 aprile 1993) è un velista polacco.

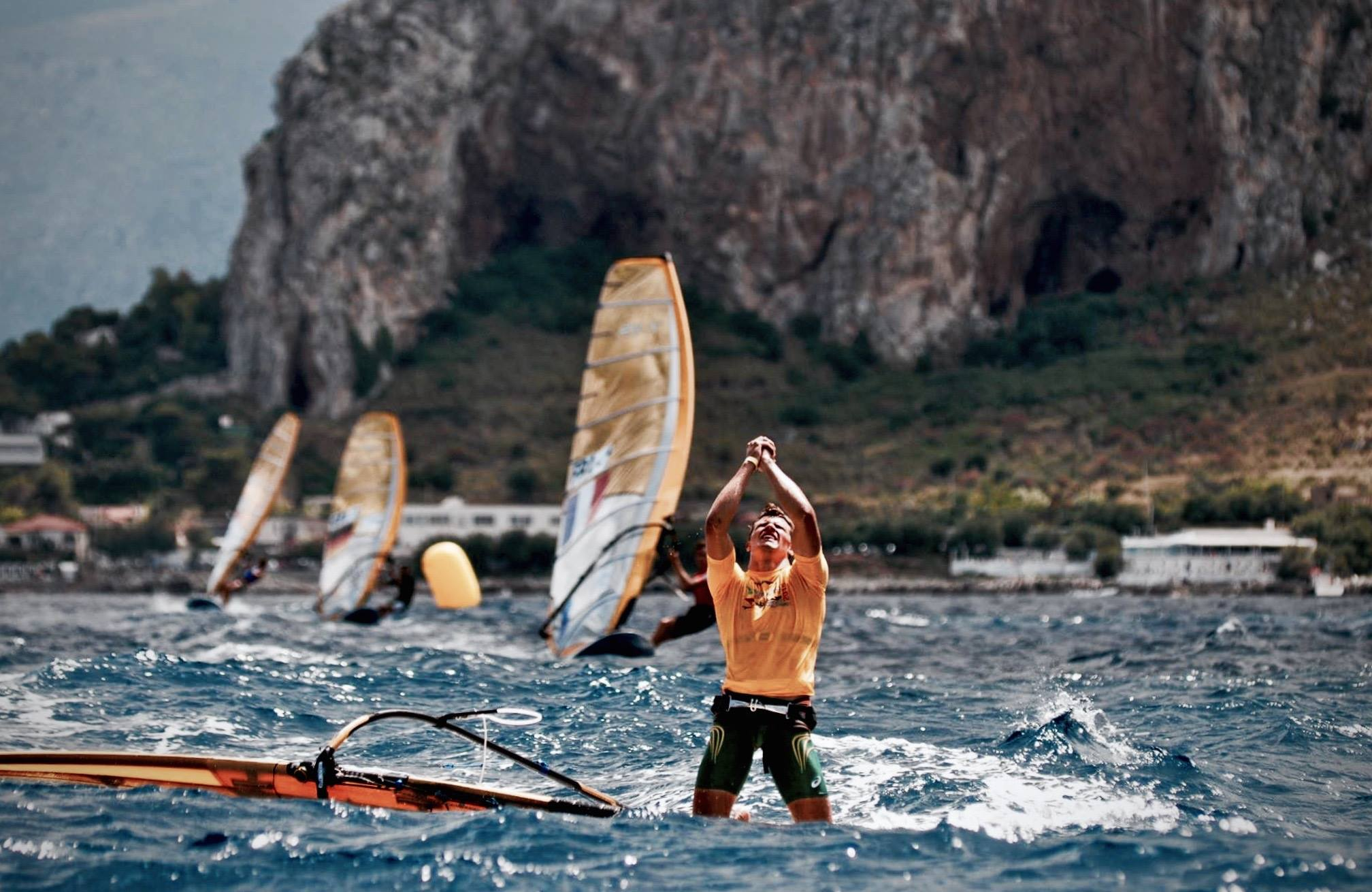
Paweł Tarnowski a Mondello, nel 2015

Figlio di Jacek e Monika Wanicka, si è diplomato in Management ed Economia presso il Politecnico di Danzica. Il suo percorso di formazione ha inizio nel 2004. Ha gareggiato dal 2006. Ha vinto un certo numero di titoli come junior.

## Risultato[1]
| Data | Posizione | Tipo di barca            | Categoria di età | Evento sportivo                                            | Località                 | Nazione                |
| 2024 |           | RS:X FW                  | anziano          | 2024 iQFOiL European Championship                          | Cagliari                 | Italia (bandiera)      |
| 2024 |           | RS:X FW                  | anziano          | 53 Trofeo Princesa Sofía 2024                              | Palma de Mallorca        | Spagna (bandiera)      |
| 2024 |           | RS:X FW                  | anziano          | iQFOIL Senior and Youth & Junior Games in Cadice 2024      | Cadice                   | Spagna (bandiera)      |
| 2024 |           | RS:X FW                  | anziano          | Lanzarote iQFOIL International Games 2024                  | Lanzarote                | Spagna (bandiera)      |
| 2023 |           | RS:X FW                  | anziano          | Lanzarote iQFOIL International Games 2023                  | Lanzarote                | Spagna (bandiera)      |
| 2022 |           | RS:X FW                  | anziano          | iQFoil International Games in Terceira - Azores Islands    | Terceira                 | Portogallo (bandiera)  |
| 2019 |           | RS:X                     | anziano          | XIV Andalusian Olympic Week Bay of Cadiz in Cadice         | Cadice                   | Spagna (bandiera)      |
| 2018 |           | RS:X                     | anziano          | Konsal Formula Windsurfing European Championships 2018     | Puck                     | Polonia (bandiera)     |
| 2018 |           | RS:X FW                  | anziano          | Konsal Formula Windsurfing European Championships 2018     | Puck                     | Polonia (bandiera)     |
| 2018 |           | RS:X                     | anziano          | 49 Princess Sofia Trophy 2018                              | Palma de Mallorca        | Spagna (bandiera)      |
| 2018 |           | RS:X                     | anziano          | XIII Andalusian Olympic Week Bay of Cadiz                  | Cadice                   | Spagna (bandiera)      |
| 2017 |           | RS:X                     | anziano          | ISAF Sailing World Cup                                     | Gamagōri                 | Giappone (bandiera)    |
| 2017 |           | RS:X                     | anziano          | 48 Princess Sofia Trophy 2017                              | Palma de Mallorca        | Spagna (bandiera)      |
| 2017 |           | RS:X                     | anziano          | XVII Carnival Trophy                                       | El Puerto de Santa María | Spagna (bandiera)      |
| 2016 |           | RS:X                     | anziano          | 2016 RS:X European Windsurfing Championships & Open Trophy | Helsinki                 | Finlandia (bandiera)   |
| 2016 |           | RS:X                     | anziano          | ISAF Sailing World Cup                                     | Hyères                   | Francia (bandiera)     |
| 2016 |           | RS:X                     | anziano          | 47 Princess Sofia Trophy 2016                              | Palma de Mallorca        | Spagna (bandiera)      |
| 2015 |           | RS:X                     | anziano          | RS:X European Championship                                 | Mondello                 | Italia (bandiera)      |
| 2015 |           | RS:X                     | anziano          | Delta Lloyd Regatta 2015                                   | Medemblik                | Paesi Bassi (bandiera) |
| 2014 |           | RS:X U-21                | anziano          | 2014 World Championships                                   | Santander                | Spagna (bandiera)      |
| 2014 |           | RS:X                     | anziano          | 2014 RS:X CUP of Europe                                    | Medemblik                | Paesi Bassi (bandiera) |
| 2014 |           | RS:X U-21                | anziano          | 2014 RS:X European Championship                            | Çeşme                    | Turchia (bandiera)     |
| 2014 |           | RS:X                     | anziano          | 2014 Spain RS:X National Championship                      | Cádiz                    | Spagna (bandiera)      |
| 2014 |           | RS:X                     | anziano          | 2014 Brazil RS:X National Championship                     | Rio de Janeiro           | Brasile (bandiera)     |
| 2013 |           | RS:X U-21                | anziano          | 2013 World Championships                                   | Armação dos Búzios       | Brasile (bandiera)     |
| 2013 |           | RS:X                     | anziano          | 2013 RS:X CUP of Europ                                     | Medemblik                | Paesi Bassi (bandiera) |
| 2013 |           | RS:X U-21                | anziano          | 2013 European Championship                                 | Brest                    | Francia (bandiera)     |
| 2012 |           | RS:X                     | junior           | 2012 RS:X World Championships                              | Penghu                   | Taiwan (bandiera)      |
| 2012 |           | RS:X U-21                | junior           | World Championships                                        | Cádiz                    | Spagna (bandiera)      |
| 2012 |           | RS:X                     | junior           | 2012 European Championship                                 | Tallinn                  | Estonia (bandiera)     |
| 2012 |           | RS:X U-21                | junior           | 2012 European Championship                                 | Madeira                  | Portogallo (bandiera)  |
| 2011 |           | RS:X                     | junior           | 2011 RS:X World Championships                              | Sardegna                 | Italia (bandiera)      |
| 2011 |           | RS:X U-17                | junior           | 2011 European Championship                                 | Burgas                   | Bulgaria (bandiera)    |
| 2010 |           | RS:X                     | junior           | 2010 RS:X World Championships                              | Istanbul, Turchia        | Turchia (bandiera)     |
| 2010 |           | RS:X                     | junior           | World Championships                                        | Limassol                 | Cipro (bandiera)       |
| 2010 |           | RS:X U-17                | junior           | World Championships                                        | Limassol                 | Cipro (bandiera)       |
| 2010 |           | RS:X U-17                | junior           | 2010 European Championship                                 | Sopot                    | Polonia (bandiera)     |
| 2010 |           | RS:X                     | junior           | 2010 Spain RS:X National Championship                      | Cádiz                    | Spagna (bandiera)      |
| 2008 |           | RS:X (Techno 293 Class.) | junior           | 2008 World Championships                                   | Sopot                    | Polonia (bandiera)     |
| 2007 |           | RS:X (Techno 293 Class.) | junior           | 2008 World Championships                                   | Formentera               | Spagna (bandiera)      |
| 2007 |           | RS:X (Techno 293 Class.) | junior           | 2008 RS:X European Championship                            | Cádiz                    | Spagna (bandiera)      |
| 2006 |           | RS:X (Techno 293 Class.) | gioventù         | 2006 RS:X France National Championship                     | Bandol                   | Francia (bandiera)     |